# РНК-содержащие вирусы
РНК-содержащие вирусы — вирусы, геном которых представлен рибонуклеиновой кислотой. Обычно она одноцепочечная (оцРНК), но может быть и двуцепочечной (дцРНК). Наиболее серьёзными заболеваниями человека, вызываемыми РНК-вирусами, являются геморрагическая лихорадка Эбола, ТОРС, COVID-19, бешенство, простуда, грипп, гепатит C, гепатит E, лихорадка Западного Нила, полиомиелит и корь.
Международный комитет по таксономии вирусов (ICTV) относит РНК-вирусы к группам III, IV или V по системе классификации вирусов по Балтимору и не считает РНК-вирусы вирусами, имеющие промежуточную стадию жизненного цикла в виде ДНК. Такие вирусы, с РНК в качестве генетического материала и имеющие промежуточную стадию жизненного цикла в виде ДНК в цикле репликации, названы ретровирусами, и выделены в группу VI классификация вирусов по Балтимору. Важные ретровирусы человека включают ВИЧ-1 и ВИЧ-2, вызывающих ВИЧ-инфекцию.
Другим термином, явно исключающий группу ретровирусов из РНК-вирусов, является термин рибовирусы.

## Характеристики

### Одноцепочечные РНК-вирусы и смысловая РНК
РНК-вирусы могут быть дополнительно классифицированы в соответствии с полярностью их РНК на одноцепочечные РНК-вирусы с отрицательной цепью и одноцепочечные РНК-вирусы с положительной цепью, или РНК обеих типов двухцепочечные РНК-вирусы. Одноцепочечная (+)РНК, подобная мРНК и способная непосредственно транслироваться зараженной клеткой, называется смысловой. Антисмысловая (-)РНК вируса комплементарна мРНК и таким образом может быть превращена в (+)РНК действием РНК-зависимой РНК-полимеразой перед трансляцией. Очищенная РНК (+)РНК-содержащих вирусов сама по себе может напрямую вызывать инфекцию, хотя её вирулентность (инфекционность) ниже, чем у полноценных вирусных частиц. Очищенная РНК (-)РНК-содержащих вирусов неинфекционна сама по себе, так как она должна транскрибироваться в (+)РНК; каждый вирион после транскрипции может быть источником нескольких смысловых цепей (+)РНК. Двухцепочечные (±)РНК вирусы напоминают (-)РНК-содержащие вирусы тем, что они также транслируют гены с отрицательной (некодирующей) цепи РНК.

### Двуцепочечные РНК-вирусы
Двуцепочечные РНК-вирусы — разнообразная группа вирусов, отличающихся хозяевами (люди, животные, растения, грибы или бактерии), числом фрагментов генома (от 1 до 12 сегментов), и организацией вириона (формой капсида, количеством слоев капсида, выросты, шипы, и т. п.). Члены этой группы включают ротавирусы, всемирно известные как наиболее распространённая причина детских гастроэнтеритов, и пикорнавирусы, известный во всём мире как наиболее часто встречающийся вирус в фекалиях людей и животных с признаками диареи или без них. Вирус болезни синего языка является экономически важным возбудителем болезни коз и овец. В прошлые годы, достигнут большой прогресс в определении атомной и субнанометровой структуры ряда ключевых вирусных белков и капсидов вирионов нескольких дцРНК-вирусов, подчёркивая существенные параллели в структуре и механизмах процессов репликации многих из этих вирусов.

### Частота мутаций
РНК-вирусы имеют очень высокую частоту мутаций по-сравнению с ДНК-вирусами, потому что вирусная РНК-зависимая РНК-полимераза не имеет способности (3'-5'-экзонуклеазной гидролитической активности) к коррекции ошибок, как ДНК-полимеразы. Это одна из причин того, почему так трудно сделать эффективную вакцину для предотвращения болезней, вызываемых РНК-вирусами.
Ретровирусы также имеют высокую частоту мутаций, даже несмотря на то, что их промежуточная форма генома в виде ДНК интегрируется в геном хозяина (и, следовательно, после интеграции в геном, во время репликации, подвергается корректирующей проверке ДНК-полимеразой хозяина). Высокая частота мутаций обусловлена высокой частотой ошибок во время обратной транскрипции, до стадии интеграции в геном хозяина. Ошибки при этом встраиваются в обе цепи ДНК.
Некоторые гены РНК-вирусов важны для их репликации и мутации в них не допустимы. Например, участок генома вируса гепатита C, кодирующий коровый белок, высоко консервативен, потому что он содержит структурную РНК, вовлеченную в образование участка внутренней посадки рибосомы.

## Репликация
РНК-вирусы животных классифицированы по ICTV. Выделяют три различные группы РНК-вирусов в зависимости от структуры их генома и метода репликации:
- Двуцепочечные РНК-вирусы (группа III) содержат от одной до нескольких разных молекул РНК, каждая из которых кодирует один или несколько вирусных белков.
- Одноцепочечные (+)РНК-вирусы (группа IV) используют свой геном напрямую как мРНК, при трансляции на рибосомах хозяина в один белок, который модифицируется белками хозяина и самого вируса для образования различных белков необходимых для процесса репликации. Один из них это РНК-зависимая РНК-полимераза (РНК-репликаза), которая копирует РНК вируса переводя её в двуцепочечную форму, способную к репликации. В свою очередь дцРНК служит матрицей для синтеза новых вирусных РНК-геномов.
- Одноцепочечные (-)РНК-вирусы (группа V) должны обеспечить копирование их генома РНК-репликазой для формирования смысловой (+)нити РНК. Это означает, что вирус уже должен содержать готовый фермент РНК-репликазу вместе со своим геномом. Смысловая (+) нить РНК затем выступает в качестве мРНК, которая транслируется в белки рибосомами хозяина.

Ретровирусы (группа VI) имеют одноцепочечный РНК-геном но, в общем, не относятся к РНК-вирусам потому что они используют промежуточную стадию в виде ДНК для репликации. Обратная транскриптаза, вирусный белок, поставляемый самим вирусом, после распаковки вирусной частицы конвертирует вирусную РНК в комплементарную цепь ДНК, которая после синтеза второй цепи ДНК превращается в двуцепочечную молекулу вирусной ДНК. После этого ДНК интегрируется в геном хозяина используя вирусный белок интегразу, экспрессия закодированных генов может приводить к формированию новых вирионов.

## Классификация
Отчасти это связано с высокой частотой мутаций, которым подвергаются эти геномы. Классификация основана главным образом на типе генома (двухцепочечный, отрицательный или положительный одноцепочечный), а также количестве и организации генов. В настоящее время известно 5 порядков и 47 семейств РНК-вирусов. Есть также много неклассифицированных видов и родов.
РНК-вирусам родственны вироиды и РНК-вирусы-сателлиты. Они не относятся к РНК-вирусам и описаны отдельно.
Изучение нескольких тысяч РНК-вирусов показало существование по крайней мере пяти главных таксонов: Levivirus и родственные группы; супергруппа Picornavirus; супергруппа Alphavirus вместе с супергруппой Flavivirus; дцРНК-вирусы; и оц(-)РНК-вирусы. Группа лентивирусов является предковой для всех оставшихся групп РНК-вирусов. Следующий большой водораздел пролегает между группой пикорнавирусов и остальными вирусами. Вирусы с дцРНК-геномом похоже эволюционировали от оц(+)РНК-вирусного предка, а оц(-)РНК-вирусы возникли внутри дцРНК-вирусов. Наиболее близкородственны (-)РНК-вирусам реовирусы.

### Одноцепочечные РНК-вирусы с положительной цепью
Это самая большая группа РНК-вирусов с 30 семействами. Предпринималась попытка сгруппировать их в более крупные порядки на основе анализа их РНК-зависимой РНК-полимеразы. На сегодняшний момент это предложение не получило широкого распространения из-за сомнений в пригодности использования одного гена для классификации клады.
В предложенной классификации выделены три группы:
1. Пикорнаподобная группа (Picornavirata): Bymoviruses, Comoviruses, Nepoviruses, Nodaviruses, Picornaviruses, Potyviruses, Sobemoviruses и подмножество Luteoviruses (beet western yellows virus и potato leafroll virus).
2. Группа, похожая на флавивирусы (Flavivirata): Carmoviruses, Dianthoviruses, Flaviviruses, Pestiviruses, Statoviruses, Tombusviruses, одноцепочечные РНК-бактериофаги, вирус гепатита C и подмножество лютеовирусов (вирус желтой карликовости ячменя).
3. Группа, похожая на альфавирусы (Rubivirata): Alphaviruses, Carlaviruses, Furoviruses, Hordeiviruses, Potexviruses, Rubiviruses, Tobraviruses, Tricornaviruses, Tymoviruses, apple chlorotic leaf spot virus, beet yellows virus и вирус гепатита E.

Было предложено разделение альфа-подобной (Sindbis-подобной) супергруппы на основе нового домена, расположенного вблизи N-концов белков, участвующих в репликации вируса. Предлагаемые две группы:
1. Группа 'Альтовирус': Alphaviruses, Furoviruses, вирус гепатита E, Hordeiviruses, Tobamoviruses, Tobraviruses, Tricornaviruses и, возможно, Rubiviruses;
2. Группа 'Типовирус': apple chlorotic leaf spot virus, Carlaviruses, Potexviruses и Tymoviruses

В будущем альфа-подобную (Sindbis-подобную) супергруппу можно будет разделить на три группы: Rubi-подобные, Tobamo-подобные, и Tymo-подобные вирусы.
Дополнительная работа позволила выявить пять групп РНК-вирусов с положительной цепью, содержащих 14 порядков с 31 семейством и 48 родов (из них 17 семейств с 30 родами относятся к вирусам растений). Этот анализ предполагает, что альфавирусы и флавивирусы могут быть разделены на два семейства — Togaviridae и Flaviridae, соответственно, — но выделение других таксономических единиц, таких как Pestiviruses, вирус гепатита C, Rubiviruses, вирус гепатита E и Arteriviruses, могут быть неверным. Коронавирусы и торовирусы, по-видимому, представляют собой отдельные семейства в разных порядках, а не отдельные роды того же семейства, как они классифицированы в настоящее время. Лютеовирусы, по-видимому, представляют собой два семейства, а не одно, а apple chlorotic leaf spot virus, по-видимому, является не Closterovirus, а новым родом Potexviridae.
Эволюция
Эволюция пикорнавирусов, основанная на анализе их РНК-полимераз и геликаз, по-видимому, на сегодняшний день ведет свое происхождение от супергруппы эукариот.. Их предполагаемые предки включают бактериальные ретроэлементы группы II, семейство протеаз HtrA и ДНК-бактериофаги.
Partitiviruses связаны и, возможно, произошли от предка тотивируса.
Гиповирусы и барнавирусы, по-видимому, имеют общую родословную с линиями потивирусов и собемовирусов соответственно.

### Двуцепочечные РНК-вирусы
Анализ также предполагает, что дцРНК-вирусы не связаны друг с другом, а вместо этого принадлежат к четырём дополнительным классам — Birnaviridae, Cystoviridae, Partitiviridae и Reoviridae — и одному дополнительному отряду (Totiviridae), одного из классов оц(+)РНК-вирусов и относятся к той же группе, что и РНК-вирусы с положительной цепью.
Одно исследование показало, что существует две большие клады: одна включает семейства Caliciviridae, Flaviviridae и Picornaviridae, а вторая — семейства Alphatetraviridae, Birnaviridae и Cystoviridae, Nodaviridae и Permutotretraviridae.

### Одноцепочечные РНК-вирусы с негативной цепью
Эти вирусы имеют сегментированный геном, начиная от одного до восьми сегментов РНК. Несмотря на их разнообразие, они, возможно, возникли у предка членистоногих и дивергировали вместе с ним.

### Вирусы-сателлиты
Также известен ряд вирусов-сателлитов — вирусов, для завершения жизненного цикла которых требуется помощь другого вируса. Их таксономия ещё не согласована. Следующие четыре рода были предложены для сателлитных одноцепочечных РНК-вирусов со смысловой цепью, которые заражают растения: Albetovirus, Aumaivirus, Papanivirus и Virtovirus. Семейство Sarthroviridae, включающее род Macronovirus — были предложены для сателлитных одноцепочечных РНК-вирусов со смысловой цепью, которые заражают членистоногих.

## Группа III — дцРНК-вирусы
В этой группе насчитывается двенадцать семейств, а также ряд неклассифицированных родов и видов.
- Семейство Amalgaviridae
- Семейство Birnaviridae
- Семейство Chrysoviridae
- Семейство Cystoviridae
- Семейство Endornaviridae
- Семейство Hypoviridae
- Семейство Megabirnaviridae
- Семейство Partitiviridae
- Семейство Picobirnaviridae
- Семейство Reoviridae—includes Rotavirus
- Семейство Totiviridae
- Семейство Quadriviridae
- Род Botybirnavirus
- Неклассифицированные роды
  - Botrytis porri RNA virus 1
  - Circulifer tenellus virus 1
  - Colletotrichum camelliae filamentous virus 1
  - Cucurbit yellows associated virus
  - Sclerotinia sclerotiorum debilitation-associated virus
  - Spissistilus festinus virus 1

## Группа IV — оц(+)РНК-вирусы
В этой группе есть три порядка и 34 семейства. Кроме того, существует ряд неклассифицированных и родов.
- Порядок Nidovirales
  - Семейство Arteriviridae
  - Семейство Coronaviridae — включает Coronavirus (SARS, MERS-CoV, SARS-CoV, SARS-CoV-2)
  - Семейство Mesoniviridae
  - Семейство Roniviridae
- Порядок Picornavirales
  - Семейство Dicistroviridae
  - Семейство Iflaviridae
  - Семейство Marnaviridae
  - Семейство Picornaviridae — включает Poliovirus, Rhinovirus (общая простуда), вирус гепатита A
  - Семейство Secoviridae включает подсемейство Comovirinae
  - Род Bacillariornavirus
  - Род Dicipivirus
  - Род Labyrnavirus
  - Род Sequiviridae
  - Вид Kelp fly virus
- Порядок Tymovirales
  - Семейство Alphaflexiviridae
  - Семейство Betaflexiviridae
  - Семейство Gammaflexiviridae
  - Семейство Tymoviridae
- Неклассифицированные
  - Семейство Alphatetraviridae
  - Семейство Alvernaviridae
  - Семейство Astroviridae
  - Семейство Barnaviridae
  - Семейство Benyviridae
  - Семейство Bromoviridae
  - Семейство Caliciviridae — включает Norovirus
  - Семейство Carmotetraviridae
  - Семейство Closteroviridae
  - Семейство Flaviviridae — включает вирус жёлтой лихорадки, вирус лихорадки Западного Нила, вирус гепатита C, вирус лихорадки денге, вирус Зика
  - Семейство Fusariviridae
  - Семейство Hepeviridae
  - Семейство Hypoviridae
  - Семейство Leviviridae
  - Семейство Luteoviridae — включает Barley yellow dwarf virus
  - Семейство Polycipiviridae
  - Семейство Narnaviridae
  - Семейство Nodaviridae
  - Семейство Permutotetraviridae
  - Семейство Potyviridae
  - Семейство Sarthroviridae
  - Семейство Statovirus
  - Семейство Togaviridae — включает вирус краснухи, Ross River virus, Sindbis virus, Вирус Чикунгунья
  - Семейство Tombusviridae
  - Семейство Virgaviridae[23]
  - Неклассифицированные роды
    - Род Blunervirus
    - Род Cilevirus
    - Род Higrevirus
    - Род Idaeovirus
    - Род Negevirus
    - Род Ourmiavirus
    - Род Polemovirus
    - Род Sinaivirus
    - Род Sobemovirus

  - Неклассифицированные виды
    - Acyrthosiphon pisum virus
    - Bastrovirus
    - Blackford virus
    - Blueberry necrotic ring blotch virus
    - Cadicistrovirus
    - Chara australis virus
    - Extra small virus
    - Goji berry chlorosis virus
    - Hepelivirus
    - Jingmen tick virus
    - Le Blanc virus
    - Nedicistrovirus
    - Nesidiocoris tenuis virus 1
    - Niflavirus
    - Nylanderia fulva virus 1
    - Orsay virus
    - Osedax japonicus RNA virus 1
    - Picalivirus
    - Plasmopara halstedii virus
    - Rosellinia necatrix fusarivirus 1
    - Santeuil virus
    - Secalivirus
    - Solenopsis invicta virus 3
    - Wuhan large pig roundworm virus

Вирусы-сателлиты
- Семейство Sarthroviridae
- Род Albetovirus
- Род Aumaivirus
- Род Papanivirus
- Род Virtovirus
- Chronic bee paralysis virus

Также был описан неклассифицированный астровирусный / гепевирусоподобный вирус.

## Группа V— оц(-)РНК-вирусы
За исключением гепатита D, эта группа вирусов была помещена в один тип — Negarnaviricota. Этот тип был разделен на два подтипа — Haploviricotina и Polyploviricotina. Внутри подтипа Haploviricotina в настоящее время признаются четыре класса: Chunqiuviricetes, Milneviricetes, Monjiviricetes и Yunchangviricetes. В подтипе Polyploviricotina выделяются два класса: Ellioviricetes и Insthoviricetes.
В настоящее время в этой группе признано 6 классов, 7 порядков и 24 семейства. Часть видов и родов еще не классифицированы.
- Тип Negarnaviricota[25]
  - Подтип Haploviricotina
    - Класс Chunqiuviricetes
      - Порядок Muvirales
        - Семейство Qinviridae

    - Класс Milneviricetes
      - Порядок Serpentovirales
        - Семейство Aspiviridae

    - Класс Monjiviricetes
      - Порядок Jingchuvirales
        - Семейство Chuviridae

      - Порядок Mononegavirales
        - Семейство Bornaviridae — Borna disease virus
        - Семейство Filoviridae — включая вирус Эбола, вирус Марбург
        - Семейство Mymonaviridae
        - Семейство Nyamiviridae[26]
        - Семейство Paramyxoviridae — включая вирус кори, Mumps virus, вирус Нипах, Hendra virus, и вирус болезни Ньюкасла
        - Семейство Pneumoviridae — включая респираторно-синцитиальный вирус человека и Metapneumovirus
        - Семейство Rhabdoviridae — включая вирус бешенства
        - Семейство Sunviridae
        - Род Anphevirus
        - Род Arlivirus
        - Род Chengtivirus
        - Род Crustavirus
        - Род Wastrivirus

    - Класс Yunchangviricetes
      - Порядок Goujianvirales
        - Семейство Yueviridae

  - Подтип Polyploviricotina
    - Класс Ellioviricetes
      - Порядок Bunyavirales
        - Семейство Arenaviridae — включая Lassa virus
        - Семейство Cruliviridae
        - Семейство Feraviridae
        - Семейство Fimoviridae
        - Семейство Hantaviridae
        - Семейство Jonviridae
        - Семейство Nairoviridae
        - Семейство Peribunyaviridae
        - Семейство Phasmaviridae
        - Семейство Phenuiviridae
        - Семейство Tospoviridae
        - Род Tilapineviridae

    - Класс Insthoviricetes
      - Порядок Articulavirales
        - Семейство Amnoonviridae — включая Taastrup virus
        - Семейство Orthomyxoviridae — включая вирусы гриппа

- Неклассифицированные роды:
  - Род Deltavirus — включая гепатита D